# Laars

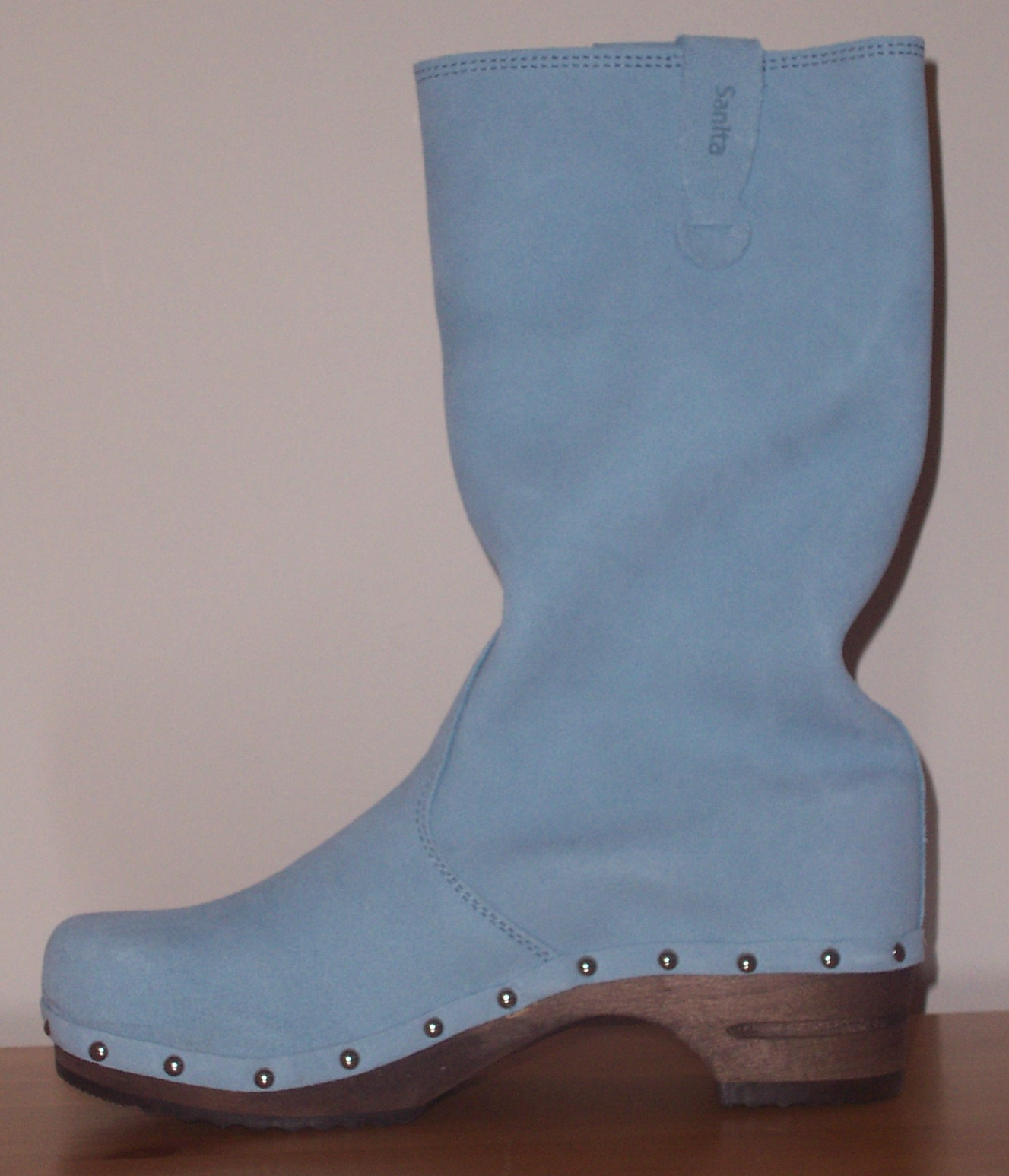
Laars met een zool van hout. Gemaakt door het Deense merk Sanita

Een laars (in Vlaanderen ookwel bot) is een bepaald type schoeisel met een hoge schacht, doorgaans uit leer vervaardigd, maar ook rubber en kunststoffen (zoals neopreen) worden toegepast. Een laars kan dienen ter bescherming tegen vocht en vuil of koude, maar wordt ook als modieus en/of verleidelijk schoeisel gedragen.
De hoogte de schacht van een laars kan variëren van net over de enkel tot aan de lies.

## Geschiedenis
Laarzen bestaan sinds lang. In Spanje heeft men grotschilderingen uit 13.000 voor chr. gevonden waarin zowel mannen als vrouwen laarzen dragen. Later werd de laars exclusief voor mannen. Een van de aanklachten tegen de middeleeuwse Jeanne d'Arc was dat ze laarzen droeg. In de 18e eeuw kwamen laarzen in de mode voor mannen. Vrouwen konden toen alleen bij uitzondering, bijvoorbeeld tijdens het paardrijden, laarzen dragen. Rond 1835 kwamen slanke, met veters of knopen gesloten laarzen in de mode voor vrouwen.  Met waterdichte laarzen kregen vrouwen (van stand), buitenshuis meer bewegingsruimte. In de twintigste eeuw werden laarzen voor vrouwen steeds gewoner en werden ze sterk aan mode onderhevig. Een bepaald type laars werd ''Adeleide''  genoemd, naar Adelheid van Saksen-Meiningen, echtgenote van koning William IV. Toen koningin Victoria laarzen in twee kleuren droeg in Balmoral, werden deze Balmorals genoemd. In deze preutse victoriaanse tijd, mocht de enkel van een vrouw niet zichtbaar zijn. Aan het eind van de 19e eeuw werden laarzen zo populair bij vrouwen dat ze rijk versierd zelfs bij een bezoek aan de opera werden gedragen. Daarnaast kregen laarzen ook steeds vaker een hoge hak.

## Sluiting
Wijde laarzen hebben geen sluiting en kunnen zonder hulpmiddel worden aangetrokken. Smallere laarzen, die strak om de kuiten of enkels zitten, hebben een sluiting nodig. Zo worden veters aan de voorzijde of aan de zijkant toegepast, er zijn laarzen met ritsen en zelfs laarzen met knopen. Ook wordt wel een stuk elastiek aan de zijkant toegepast, zodat de schacht opengerekt kan worden.

## Soorten laarzen

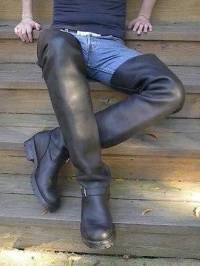
Extra lange laarzen

- Kaplaarzen ter bescherming bestaan vaak uit waterafstotend of waterdicht materiaal, bijvoorbeeld pvc of polyurethaan. Ze worden in een omgeving met veel modder en vuil gedragen ter bescherming van de broekspijpen, of op drassig terrein om natte voeten te voorkomen: de rubberlaars.
- Lieslaarzen dienen ook ter bescherming, maar hebben een schacht tot aan de lies.
- Veiligheidslaarzen zijn, net als veiligheidsschoenen, uitgerust met een stalen neus of zool en beschermen tegen gevaren die zich kunnen voordoen op het werk, zoals elektrische schokken, chemicaliën en zware voorwerpen die op de voeten van de gebruiker kunnen rijden of vallen.
- Motorlaarzen zijn bedoeld om de motorrijder tegen weer en wind te beschermen.
- Rijlaarzen, ter bescherming van de benen van de ruiter en om goed contact met het paard te maken.
- Moonboots, gewatteerde laarzen voor in de sneeuw, beschermen zowel tegen vocht als tegen koude.
- Legerlaarzen zijn doorgaans van stevig leer gemaakt en worden gedragen door militairen.
- Cowboylaarzen of westernboots, oorspronkelijk gedragen door veedrijvers in Amerika. Als modieuze laars gedragen door zowel mannen als vrouwen.
- Overknees zijn laarzen die tot over de knie reiken.
- Soklaarzen zijn korte dameslaarsjes en sokken aaneen; de trend is gestart door modeontwerper Kanye West.
- "Fetisjlaarzen" worden binnen bepaalde vormen van seksueel fetisjisme als opwindend ervaren. Zij zijn meestal gemaakt van leer, lakleer of een imitatie daarvan. De schachthoogte varieert van net-onder-de-knie tot lieslaars. Meestal hebben deze laarzen een rits- of veter sluiting.
- Valenok (mv. valenki), wolvilten winterlaarzen uit Rusland.

## Wetenswaardigheden
- De vorm van het land Italië wordt (ook door de Italianen) met een laars vergeleken. Sicilië, gelegen aan de voet van deze laars, wordt vergeleken met een voetbal.
- Het woord laars schijnt afkomstig te zijn van leerhoos (lederhosen).
- Een stiefel is een glas in de vorm van een laars. Het ontwerp komt oorspronkelijk uit Duitsland en wordt gebruikt om bier uit te drinken.
- Laarzen met brede schachten werden gedragen door zeerovers en smokkelaars, die er gestolen spullen of smokkelwaar in stopten. Hieruit is de term ''bootlegging" ontstaan, voor het smokkelen van drank. Bootleg is Engels voor de schacht van een laars.

## Taal en vertellingen

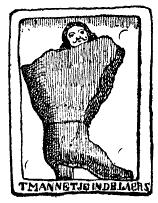
Het mannetje in de laars
(ca. 1630), afbeelding uit het Nordisk familjebok

- Spreekwoorden en gezegden met het woord laars
- De zevenmijlslaarzen van Kleinduimpje
- De gelaarsde kat
- De gekroonde laars
- Iets aan je laars lappen